# Concerto voor saxofoon, piano en orkest
Anders Koppel componeerde zijn Concerto voor saxofoon, piano en orkest in 2006. Koppel schreef meerdere dubbelconcerten, waaronder een voor viool, accordeon en orkest.
Het concerto valt in twee delen uiteen:
1. Andante cantabile – con moto – andante
2. Allegro agitato – adagio - allegro.

Koppel bevindt zich door zijn opvoeding, zijn vader is Herman D. Koppel en zijn optredens in jazz- en rockbands, qua compositiestijl constant op het breukvlak van verschillende stijlen. Dat geldt ook voor dit dubbelconcert. De combinatie van saxofoon, piano en daarbij symfonieorkest geeft ruimte tot het uitwisselen van genres. Het concert klinkt daardoor soms weer jazzy, dan weer salsaachtig zonder de klassieke muziek geheel te vergeten, zie bijvoorbeeld de tempoaanduidingen, die in de jazz nauwelijks voorkomen. Koppel voorkomt bij zijn mengeling dat het richting zoetgevooisde jazzmuziek neigt; jazz en klassieke wisselen elkaar af. De opening is zonder meer "klassiek" te noemen.
De compositietechniek voor de solopartijen verschillen. De solopartij voor piano is geheel uitgeschreven en staat derhalve bij voorbaat vast. De solopartij voor de saxofoon kan op twee manieren geïnterpreteerd worden; saxofonisten uit de klassieke hoek kunnen een volledig uitgeschreven partij spelen; saxofonisten uit de jazzhoek kunnen die uitgeschreven solo ombouwen tot een improvisatie. Bij het componeren van een dergelijke partij voor de saxofoon is het natuurlijk handig een zoon te hebben Benjamin Koppel, die zich in beide genres thuis voelt.

## Orkestratie
- solisten: altsaxofoon, piano
- 3 dwarsfluiten waaronder 1 piccolo, 1 hobo en althobo, 2 klarinetten, 2 fagotten;
- 4 hoorns, 2 trompetten, 3 trombones, 0 tuba
- pauken en 2x percussie
- strijkinstrumenten

## Discografie
- Uitgave Dacapo: Benjamin Koppel (sax), Rikke Sandberg (piano) en het Deens Radio Symfonieorkest onder leiding van John Storgårds.